# 北海道道203号滝川停車場線

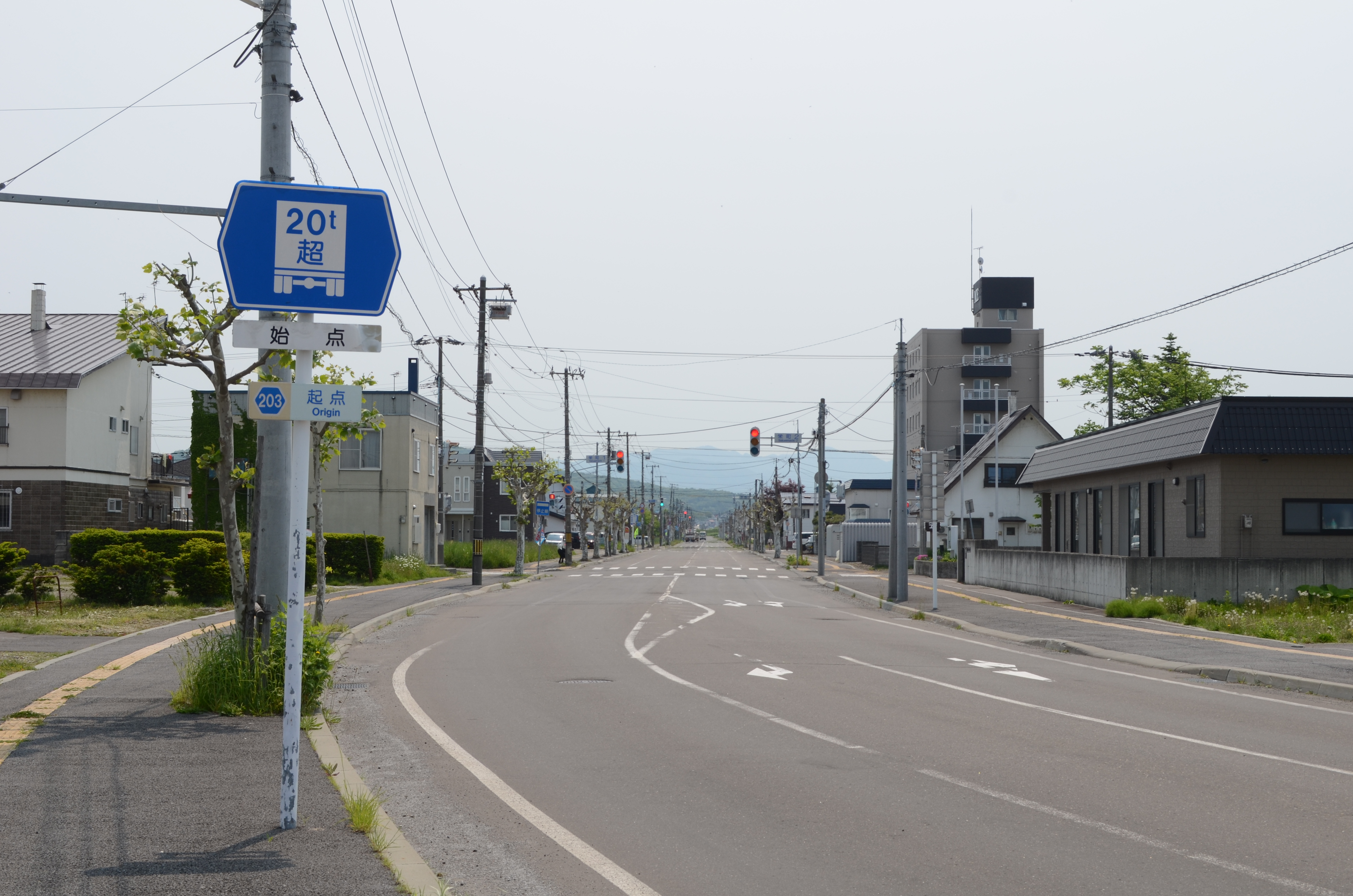
起点より南東を望む（2025年5月）

北海道道203号滝川停車場線（ほっかいどうどう203ごう たきかわていしゃじょうせん）は、北海道滝川市内を結ぶ一般道道（北海道道）である。

## 概要

### 路線データ
- 起点：北海道滝川市栄町3丁目（JR北海道 函館本線・根室本線 滝川駅）
- 終点：北海道滝川市明神町1丁目（国道12号交点）
- 総延長：0.644 km[1][注釈 1]
- 実延長：0.597 km[1][注釈 1]
- 重用延長：0.013 km[1][注釈 1]
- 未供用延長：0.034 km[1][注釈 1]

### 道路管理者
- 空知総合振興局 札幌建設管理部 滝川出張所

## 歴史
- 1954年（昭和29年）3月30日 - 52号として路線認定[2]。
- 1975年（昭和50年）3月31日 - 終点の位置を、道道滝川浜益線（現在の国道451号）交点から国道12号交点に変更[3]。
- 1994年（平成6年）10月1日 - 路線番号を203号に変更[4]。

この路線の前身は、1920年（大正9年）4月1日に認定された準地方費道10号浜益滝川停車場線の一部区間である。

## 地理

### 通過する自治体
- 空知総合振興局
  - 滝川市

### 交差する道路
滝川市
- 国道12号 - 明神町1丁目（終点）

### 沿線にある施設など
滝川市
- JR北海道 函館本線・根室本線 滝川駅